# Ellesmere (métro de Toronto)
Pour les articles homonymes, voir Ellesmere.
Ellesmere fut une station de la ligne Scarborough RT du métro de Toronto, au Canada. La station est située au 1025 Ellesmere Road et elle fut inaugurée le 22 mars 1985.

## Histoire
C'est la station la moins fréquentée du réseau métropolitain de Toronto, avec une moyenne de fréquentation de 1 360 passagers par jour sur l'année 2009-2010.

## Services aux voyageurs

### Intermodalité
Elle est desservie par les bus de la ligne 95 York Mills. Elle dispose d'un parking de 60 places.